# Oboz
Oboz je vesnice, část obce Nalžovice v okrese Příbram ve Středočeském kraji. Nachází se asi 3,5 kilometru severozápadně od Nalžovic u vodní nádrže Slapy. Je zde evidováno 65 adres. V roce 2011 zde trvale žilo osmnáct obyvatel.
Oboz leží v katastrálním území Nalžovické Podhájí o výměře 9,5 km².

## Historie
První písemná zmínka o vesnici pochází z roku 1497.
Za druhé světové války se ves stala součástí vojenského cvičiště Zbraní SS Benešov a její obyvatelé se museli 31. října 1943 vystěhovat.

## Obyvatelstvo
| Rok            | 1869 | 1880 | 1890 | 1900 | 1910 | 1921 | 1930 | 1950 | 1961 | 1970 | 1980 | 1991 | 2001 | 2011 | 2021 |
| -------------- | ---- | ---- | ---- | ---- | ---- | ---- | ---- | ---- | ---- | ---- | ---- | ---- | ---- | ---- | ---- |
| Počet obyvatel | 91   | 102  | 96   | 81   | 80   | 90   | 69   | 29   | 2    | 0    | 0    | 0    | 0    | 18   | 11   |
| Počet domů     | 13   | 13   | 13   | 14   | 14   | 14   | 15   | 16   | 16   | 0    | 0    | 0    | 0    | 10   | 1    |

## Galerie

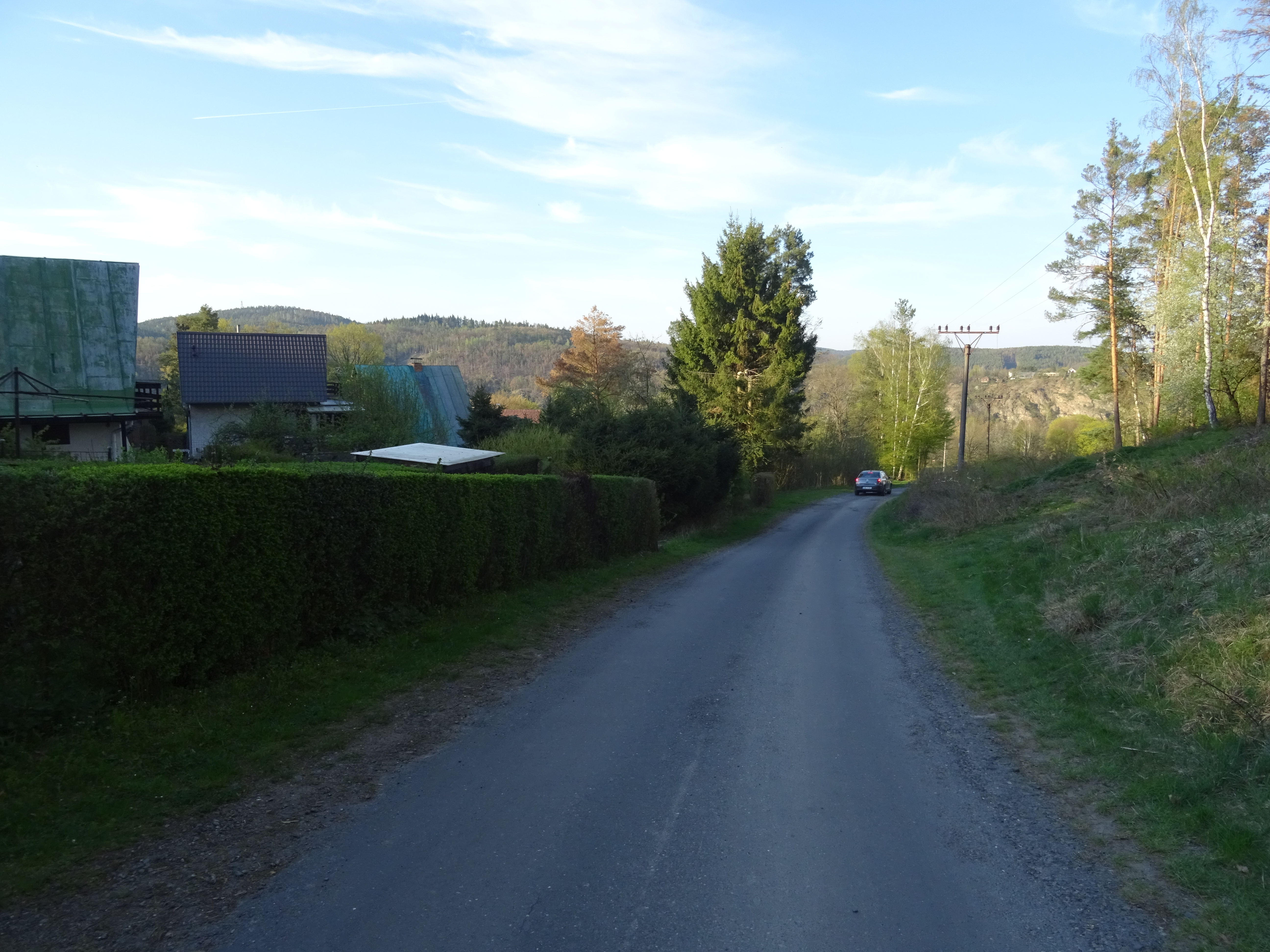
Cesta kolem chatek
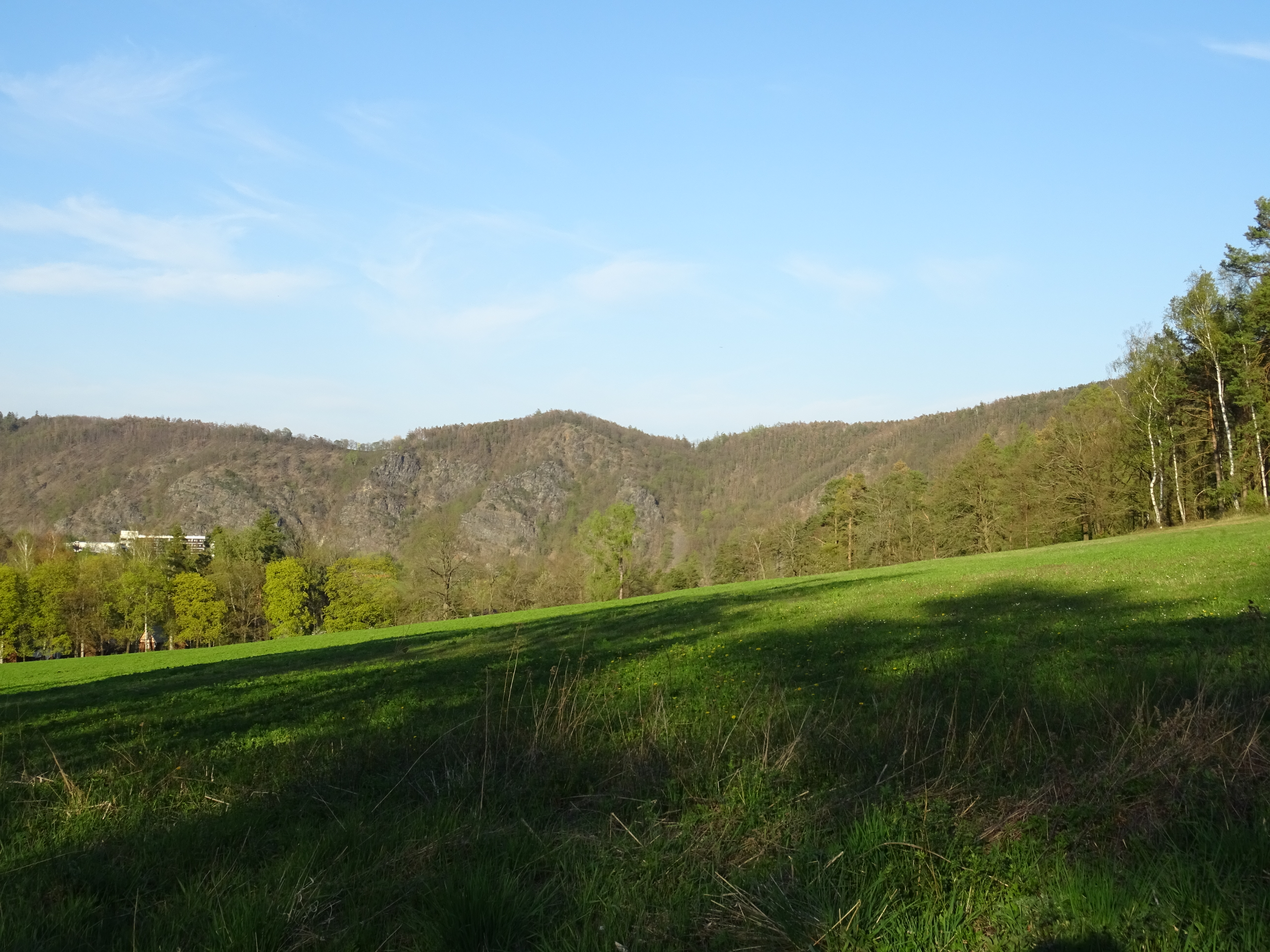
Okolní krajina
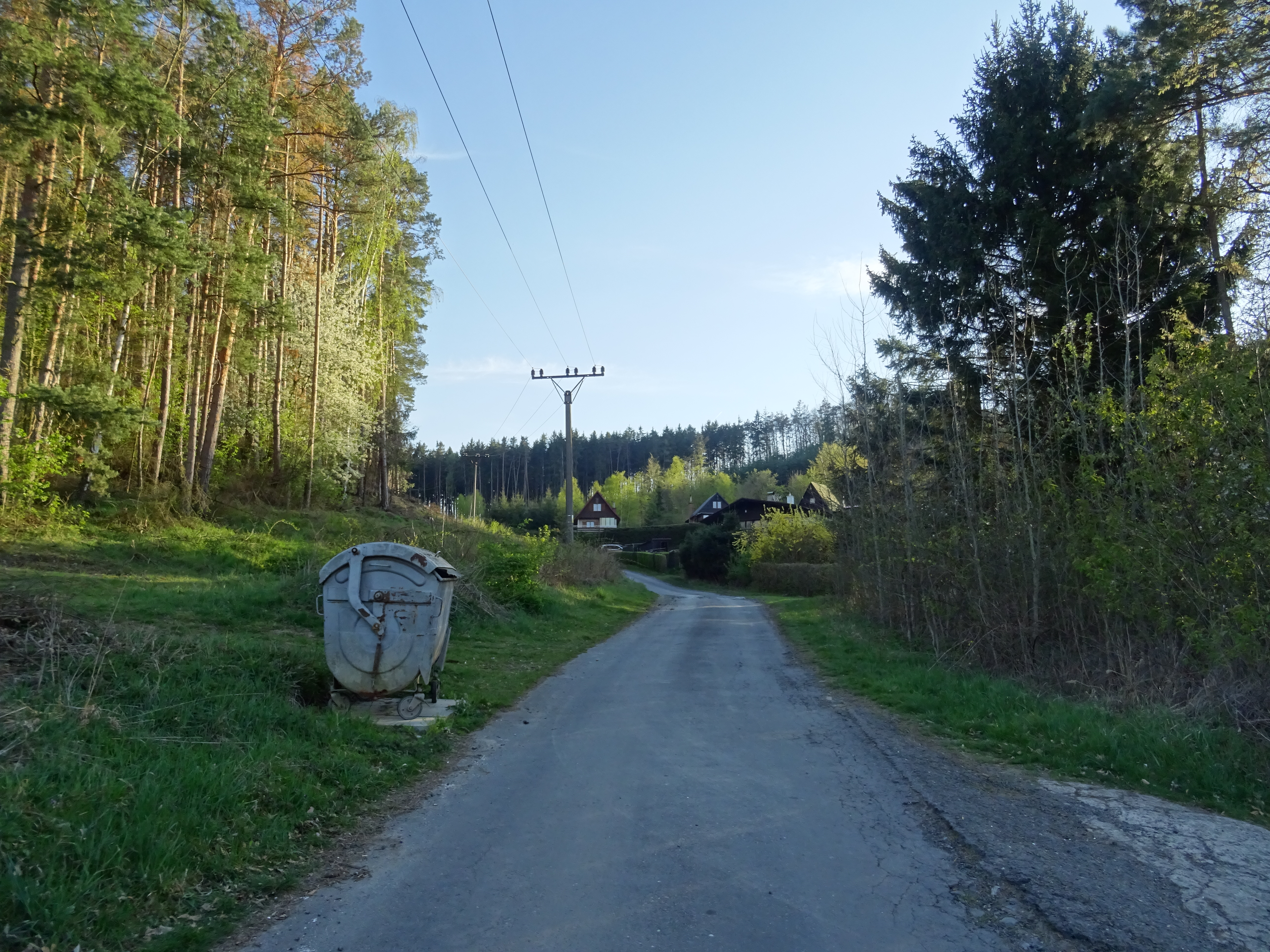
Domy a kontejner